# تیم ملی فوتبال زیر ۱۷ سال برزیل
تیم ملی فوتبال زیر ۱۷ سال برزیل یا تیم ملی فوتبال نوجوانان برزیل نماینده فوتبال کشور برزیل در مسابقات نوجوانان آمریکای جنوبی و بین‌المللی است که زیر نظر فدراسیون فوتبال برزیل فعالیت می‌کند.

## مسابقات جهانی
- ۱۹۸۵:  مقام سوم
- ۱۹۸۷ : مرحله گروهی
- ۱۹۸۹ : مرحله یک‌چهارم نهایی
- ۱۹۹۱ : مرحله یک‌چهارم نهایی
- ۱۹۹۳ : حضور نداشته است
- ۱۹۹۵ :  نایب قهرمان
- ۱۹۹۷ :  قهرمان
- ۱۹۹۹ :  قهرمان
- ۲۰۰۱ : مرحله یک‌چهارم نهایی
- ۲۰۰۳ :  قهرمان
- ۲۰۰۵ :  نایب قهرمان
- ۲۰۰۷ : مرحله یک‌هشتم نهایی
- ۲۰۰۹ : مرحله گروهی
- ۲۰۱۱ : مقام چهارم
- ۲۰۱۳ : مرحله یک‌چهارم نهایی
- ۲۰۱۵ : مرحله یک‌چهارم نهایی
- ۲۰۱۷ : نامشخص

## مسابقات آمریکای جنوبی
- ۱۹۸۵ :  نایب قهرمان
- ۱۹۸۶ :  نایب قهرمان
- ۱۹۸۸ :  قهرمان
- ۱۹۹۱ :  قهرمان
- ۱۹۹۳ : مقام چهارم
- ۱۹۹۵ :  قهرمان
- ۱۹۹۷ :  قهرمان
- ۱۹۹۹ :  قهرمان
- ۲۰۰۱ :  قهرمان
- ۲۰۰۳ :  نایب قهرمان
- ۲۰۰۵ :  قهرمان
- ۲۰۰۷ :  قهرمان
- ۲۰۰۹ :  قهرمان
- ۲۰۱۱ :  قهرمان
- ۲۰۱۳ :  مقام سوم
- ۲۰۱۵ :  قهرمان
- ۲۰۱۷ :  قهرمان